# Breitenbrunn/Erzgeb.
Breitenbrunn (oficiálním názvem Breitenbrunn/Erzgeb.) je obec v německé spolkové zemi Sasko. Nachází se v zemském okrese Krušné hory a má přibližně 5 100 obyvatel.

## Historie
Nejvýše položená vesnice bývalého panství Schwarzenberg byla založena nejdříve v 13. století, první písemná zmínka však pochází patrně z roku 1380, kdy je vesnice uváděna jako Breitinprun. Vznikla jako lesní lánová ves. 

## Geografie
Obec leží v Krušných horách na česko-německé státní hranici. Na jihu sousedí s českými Potůčky a Božím Darem. K významným horám patří Rabenberg (913 m), Fritzschberg (854 m), Hirschsprung (852 m), Ochsenkopf (833 m) či Hirtenberg (805 m). Páteřním tokem je Schwarzwasser. Obcí prochází železniční trať Johanngeorgenstadt–Schwarzenberg s nádražími Antonsthal, Breitenbrunn a Erlabrunn. 

## Správní členění
Breitenbrunn se dělí na 7 místní části:
- Antonsthal
- Antonshöhe
- Breitenbrunn
- Erlabrunn
- Steinheidel
- Rittersgrün
- Tellerhäuser

## Pamětihodnosti
- důl Svatý Kryštof
- kostel svatého Kryštofa z roku 1559
- památník faráře Wolfganga Uhleho
- ruiny loveckého zámku

## Osobnosti

### Rodáci
- Hieronymus Müller von Berneck (1598–1669), šlechtic, majitel pily a dolu
- Alwin Teumer (1828–1890), lesník
- Johannes Beyreuther (1921–2010), učitel hudby a vynálezce
- Winfried Wolk (* 1941), grafik a malíř
- Steffen Heidrich (* 1967), fotbalista

### Osobnosti spojené s obcí
- Wolfgang Uhle (1512–1594), kněz známý jako Morový farář
- Christian Gottlob Wild (1785–1839), farář a básník píšící v místním nářečí
- Oskar Puschmann (1845–1906), architekt a stavitel
- Eugen Holtzmann (1848–1901), podnikatel v papírnictví, politik
- Richard Berger (1900–1948), učitel a vlastivědec
- Hans Riesner (1902–1976), politik
- Reinhart Heppner (1931–2020), geolog a vlastivědec
- Franziska Böhm (* 1937), učitelka a spisovatelka píšící v místním nářečí
- Gudrun Klein (* 1943), politička
- Michael Lersow (* 1946), politik
- Holger Freitag (* 1963), skokan na lyžích
- Simone Lang (* 1971), politička
- Richard Freitag (* 1991), skokan na lyžích